# Sebaja
Sebaja is een bestuurslaag in het regentschap Ogan Komering Ulu Selatan van de provincie Zuid-Sumatra, Indonesië. Sebaja telt 764 inwoners (volkstelling 2010).